# Pătrașcu, o Bom
Pătrașcu, cognominado O Bom (f. 26 de Dezembro de 1557), foi Príncipe da Valáquia entre 26 de Fevereiro de 1554 e 26 de Dezembro de 1557. 

## Biografia
Filho de Radu Paisie da Valáquia e da sua primeira esposa Stana, foi chamado para governar a 26 de Fevereiro de 1554, em particular devido à influência de Alexandre Lăpuşneanu, Príncipe da Moldávia. 
A sua política interna caracterizou-se pelo bom relacionamento que teve com os boiardos, extremamente oposta a Mircea o Pastor.
Foi talvez por isso que foi cognominado o Bom, e também porque, segundo algumas crónicas, "governou o país bem e sem conflitos, ou boiardos mortos".. Os boiardos foram reintegrados na corte e receberam de volta os direitos, propriedades e fileiras.
Ele tomou uma série de medidas para o crescimento económico do país. Culturalmente, apoiou o trabalho tipográfico do diácono Coresi, e construiu igrejas em Râmnic. 
Em termos de política externa, em 1556, sob ordens da Sublime Porta, organizou, juntamente com Alexandre Lăpuşneanu, uma campanha contra as forças imperiais dos Habsburgos na Transilvânia. A expedição terminou de forma vitoriosa para Pătrașcu em Outubro de 1556, com a restauração da Rainha Isabel Jagelão e do seu filho João Sigismundo Zápolya, que prestaram vassalagem ao Sultão Solimão, o Magnífico.
Pătrașcu faleceu em Bucareste, a 26 de Dezembro de 1557, possivelmente envenenado por ordem do Grão-Vizir Rüstem Pacha, com quem tinha uma querela. Foi sepultado na Igreja do Mosteiro de Dealu.

## Casamento e descendência
Pătrașcu casou-se pela primeira vez com Voica de Slătioare, de quem teve:
- Vintila (f. 1574), Príncipe da Valáquia em 1574;
- Maria, casada em Fevereiro de 1555 com Tudor din Drăgoști;
- Pedro (f. Março de 1590), Príncipe da Valáquia entre 1583 e 1585;
- Pătrașcu, pretendente do trono valaquiano em 1576.

Pătrașcu casou-se pela segunda vez com Maria de Floresti, de quem teve:
- Radu Florescu (?)

Teve ainda uma relação extraconjugal com a grega Teodora Cantacuzena, supostamente uma descendente do imperador bizantino João VI Cantacuzeno, de quem teve;
- Miguel, o Valente (1558 - 9 de Agosto de 1601), filho póstumo, uniu a Valáquia, a Transilvânia e a Moldávia em 1600.